# 화물 기관차
화물 기관차(영어: Freight train)는 화물을 운송하는 기관차이다.

## 개요
기관차가 화차를 견인하는 형태가 주류이지만, 화차 자체가 동력을 가지는 전동화차나 기동 화차 , 혹은 동력 분산 방식의 화물 기관차도 볼 수 있다. 객차와 화차를 병결하는 혼합열차 형태도 있다.